# بني أسعد (المغربة)

تعديل مصدري - تعديل

بني اسعد هي إحدى قرى عزلة وكية بمديرية المغربة التابعة لمحافظة حجة، بلغ تعداد سكانها 720 نسمة حسب تعداد اليمن لعام 2004.